# SIG SSG 3000狙擊步槍
SIG SSG 3000是一款由西格輕武器公司（現在是西格&紹爾）以SIG Sauer 200STR比賽步槍為藍本設計及制造的旋轉後拉式槍機狙击步枪，主要發射7.62×51毫米北約／.308 Winchester口徑步枪子弹。

## 歷史
1984年，西格輕武器公司推出SSG 3000狙擊步槍，它是以SIG Sauer 200STR比賽步槍為藍本並且設計出來的狙擊武器。最初稱為「SIG SSG 3000狙擊步槍」，其中SSG意為「精確射手步槍」（德語：Scharf Schutzen Gewehr）。2000年，西格集團將其輕武器分部賣給了一家名为“紹爾轻武器公司”的私營公司，此後，SSG 3000的名字前面的「SIG」的字樣就被「Sauer」所取代，全稱為「Sauer SSG 3000」。新型的SSG 3000狙擊步槍改用了新型的麥克米蘭（英語：McMillan）玻璃钢強化塑料槍托，名稱上亦應時代潮流地稱為「戰術步槍」。

## 設計細節
SIG SSG 3000是以Sauer 2000 STR比賽／狙擊步槍為藍本設計而成的警用型狙擊步槍，以5發可拆式彈匣供彈，並以長行程旋转后拉式枪机操作。在槍機頭上具有6個鎖耳（英語：Lug，又稱：閉鎖突箏），僅需要很少的回轉角度即可閉鎖與開鎖。
根據軍警的設計要求，SSG 3000是模組式構造，槍管和機匣為一個組件，而扳機組和彈倉為一個組件，主要零件都可以快速轉換，需要時可以換成發射.22 LR口徑的零件及適合左撇子使用者使用的型號。扳機為兩段式，除了扳機扣力的強度以外，第1階段的扳機行程也是可以調節。
SIG SSG 3000採用了由克虜伯（英語：Krupp）所生產的比賽等級自由浮動式槍管和機匣，由于機匣座是以一整塊鋼坯製造而成，因此槍管和機匣可匹配的連接在一起。
SSG 3000的重型槍管是由碳鋼冷鍛而成，與機匣是以螺接連接在一起。槍管外壁帶有傳統的散熱凹槽，而槍口位置亦帶有圓形凹槽。這樣不僅能夠散熱，防止槍管因射擊而過熱變形，也能減輕重量和保證槍管的剛度，對射擊精度也有利。SSG 3000可在槍管上面連上一條長織帶遮蔽在槍管上方，其作用是以防止槍管暴晒下發熱，上升的熱氣在瞄準鏡前方產生海市蜃楼，彷礙射手進行精確瞄準。
SSG 3000的槍口裝置具有制退及消焰功能，兩道火扳機可以單／雙動擊發，其行程和扳機力可調整。扳機上方具有保險卡銷，可將扳機、擊針和槍機一起鎖住，擊針頭上的膛內裝有指示銷以顯示槍機已經閉鎖。
早期型SSG 3000採用的是木制槍托，其後改為黑色麥克米蘭（英語：McMillan）玻璃钢強化塑料槍托，並在槍身兩側皆有開槽。SSG 3000的槍托底板可調節高、低、長、短、偏移或傾斜，托腮板也可調節高低。整個系統都可以改為左撇子射手操作的系統。
目前的SSG 3000有三種不同的槍托類型，因此也有三種不同的名稱，分別為歐洲型（SSG3000 Euro）、二級型（SSG3000 Level II）和三級型（SSG3000 Level III）。歐洲型前護木兩側各有4個開孔，為SSG 3000的標準型號；二級型為安裝有哈里斯折疊式兩腳架和Leupold巴端（Vari）X III 3.5 10×40毫米戰術瞄準鏡；三級型和二級型的護木和戰術附近相若，但三級型護木比二級型的稍重0.5公斤並且在表面製有粗糙式的凹凸防滑紋，瞄準鏡改為Leupold Mark 410×40毫米戰術瞄準鏡。
SSG 3000沒有機械瞄具，其制式瞄準具是亨索爾德（英語：Hendsoldt）1.5—6×42毫米光学瞄准镜，但也可以換成北約標準瞄準鏡座以安裝其他光學瞄準鏡，光學瞄準鏡架、前托兩腳架安裝孔和槍背帶導軌都是採用美國產品的標準規格。
在2011年的SHOT Show（美國著名槍展）之中，SIG Sauer推出了採用新槍托的SSG 3000。

## 採用
目前SIG SSG 3000是由西格&紹爾生產，而且因為它的高品質、安全和精確而贏得良好的名聲，在欧洲及美国的執法機關（甚至軍隊）之中比較常見。

## 使用國
| 國家           | 組織名稱                         | 型號 | 數量 | 日期           |
| -------------- | -------------------------------- | ---- | ---- | -------------- |
| 阿根廷         | 阿根廷警察信天翁組               | _    | _    | _              |
| 巴西           | 巴西陸軍特別行動旅               | _    | _    | _              |
| 智利           | 智利陸軍                         | _    | _    | _              |
| 中華民國       | 憲兵特勤隊                       | -    | 9    | 2005/07至今    |
| 中华人民共和国 | 中國人民武裝警察部隊特種警察學院 | _    | _    | _              |
| 哥伦比亚       | 哥倫比亞國家警察、哥倫比亞軍隊   | _    | _    | _              |
| 捷克           | 捷克共和國警察迅速行動單位       | _    | _    | _              |
| 埃及           | 埃及陸軍777部隊                  | _    | _    | _              |
| 芬兰           | 芬蘭警察                         | _    | _    | _              |
| 德国           | 德國聯邦警察                     | _    | _    | _              |
| 香港           | 香港警務處特別任務連             | _    | _    | 1990年代初至今 |
| 印度           | 國家安全衛隊                     | _    | _    | _              |
| 印度尼西亞     | _                                | _    | _    | _              |
| 澳門           | 治安警察局特別行動組             | _    | _    | _              |
| 挪威           | 挪威警察應急部隊                 | _    | _    | _              |
| 羅馬尼亞       | 羅馬尼亞情報組                   | _    | _    | _              |
| 塞爾維亞       | 特警單位                         | _    | _    | _              |
| 斯洛伐克       | 斯洛伐克警察部隊特別任務隊       | _    | _    | _              |
|                | 大韓民國海軍陸戰隊               | _    | _    | _              |
| 西班牙         | 特警單位                         | _    | _    | _              |
| 瑞士           | 特警單位                         | _    | _    | _              |
| 泰國           | 泰國皇家陸軍                     | _    | _    | _              |
| 土耳其         | 特種部隊單位                     | _    | _    | _              |
| 乌克兰         | 烏克蘭安全局阿爾法小組           | _    | _    | _              |
| 乌拉圭         | 烏拉圭海軍陸戰隊                 | _    | _    | _              |
| 美国           | 地方警察單位                     | _    | _    | _              |
| 委內瑞拉       | _                                | _    | _    | _              |

## 流行文化

### 電子遊戲
- 2006年—《反恐24小时》（24：The Game）：命名為「PS-553」。
- 2012年—《惡靈古堡6》：命名為“狙擊槍”。
  - 2024年—《逆向坍塌:麵包房行動》(RESERVE COLLAPSE:CODE BAKERY),命名為「雪鸌」。

## 資料來源
1. ↑  .   [2015-10-09]. （原始内容存档于2014-11-29）.
2. 1 2 3  .   [2015-10-09]. （原始内容存档于2014-11-29）.
3. ↑  .   [2015-10-09]. （原始内容存档于2014-07-21）.
4. ↑  .   [2010-07-30]. （原始内容存档于2014-10-25）.
5. ↑  .   [2010-11-25]. （原始内容存档于2010-03-12）.
6. ↑  .   [2011-07-31]. （原始内容存档于2014-12-15）.
7. ↑  .   [2013-10-10]. （原始内容存档于2015-09-23）.

## 外部連結
- （英文）—SIG Arms官方主頁—SSG 3000
- （德文）—SIG Arms官方主頁（Sport）—SSG 3000（页面存档备份，存于）
- （德文）—SIG Arms官方主頁（LE）—SSG 3000（页面存档备份，存于）
- （英文）—使用說明書
- （英文）—Modern Firearms—SIG-Sauer SSG 3000（页面存档备份，存于）
- （英文）—The Truth About Guns.com－Big SIG SSG 3000 Price Cut Coming Soon（页面存档备份，存于）
- （英文）—Tactical-Life.com—
  - SIG SAUER SSG 3000（页面存档备份，存于）
  - Gun Review: Sig Sauer SSG 3000 Patrol 7.62mm（页面存档备份，存于）
  - 12 Rifles, Machine Guns, Shotguns, & Pistols Used by ROK Marines | Photos（页面存档备份，存于）
- （英文）—Weaponsystems.net—SSG-3000（页面存档备份，存于）
- （英文）—Remtek－SIG SSG 3000（页面存档备份，存于）
- （英文）—Sniper Central—Sig Sauer SSG 3000
- （英文）—Hendon Publishing－SIG SAUER SSG 3000
- （简体中文）—D Boy Gun World（槍炮世界）—SIG SAUER SSG3000（页面存档备份，存于）